# Ꜳ
Ꜳ, o en minúsculas ꜳ, es una ligadura que consta de 2 letras A que se usaba en nórdico antiguo para la vocal /aː/.

## Códigos en computación
Esta ligadura se representar con los siguientes caracteres Unicode:
| Carácter      | Ꜳ                       | Ꜳ                       | ꜳ                     | ꜳ                     |
| ------------- | ----------------------- | ----------------------- | --------------------- | --------------------- |
| Unicode       | LATIN CAPITAL LETTER AA | LATIN CAPITAL LETTER AA | LATIN SMALL LETTER AA | LATIN SMALL LETTER AA |
| Codificación  | decimal                 | hex                     | decimal               | hex                   |
| Unicode       | 42802                   | U+A732                  | 42803                 | U+A733                |
| UTF-8         | 234 156 178             | EA 9C B2                | 234 156 179           | EA 9C B3              |
| Ref. numérica | &#42802;                | &#xA732;                | &#42803;              | &#xA733;              |